# کاروانسرای کیشی دری
کاروانسرای کیشی دری مربوط به دوره صفوی است و در شهرستان خمیر، بخش مرکزی، روستای چاماخور واقع شده و این اثر در تاریخ ۱۷ اسفند ۱۳۸۱ با شمارهٔ ثبت ۷۷۱۹ به‌عنوان یکی از آثار ملی ایران به ثبت رسیده است.